# Újiráz
Újiráz község Hajdú-Bihar vármegyében, a Berettyóújfalui járásban.

## Fekvése
Természetföldrajzi szempontból a Kis-Sárrét északi részén, a Sebes-Körös jobb partján fekszik. Kelet felől Komádihoz, dél felől Vésztőhöz, délnyugat felől Szeghalomhoz, északnyugat felől pedig Csökmőhöz tartozó területek határolják.

### Megközelítése
Központján, nagyjából észak-déli irányban végighúzódik a Csökmő-Sarkadkeresztúr közti 4223-as út, így Szeghalom és Sarkad térsége felől is ez a leginkább kézenfekvő közúti megközelítési útvonala; Komádival a 4221-es út köti össze.
Budapest, illetve az ország középső része felől a település leginkább kézenfekvő közúti megközelítési útvonala: Püspökladányig a 4-es főúton, onnan áttérve a 42-es útra, majd Berettyóújfalunál a 47-es útra kanyarodva, Csökmőtől pedig a 4223-as úton.

## Története
A legfiatalabb bihari település. Iráz története reményteljesen indult, de 1598-ban úgy tűnt, a tatárdúlás végleg megpecsételte a település sorsát.
1912-ben a nagyváradi káptalan településfejlesztésbe fogott, és 12 év alatt a semmiből új falu jött létre. A tudatos fejlesztés során épült iskola, körgát, paplak, és az elsők között egy katolikus templom.

## Közélete

### Polgármesterei
| Időszak   | Polgármester | Párt        | Megjegyzés          |
| --------- | ------------ | ----------- | ------------------- |
| 1990–1994 | Furák Károly | független   |                     |
| 1994–1998 | Furák Károly | független   |                     |
| 1998–2002 | Furák Károly | független   |                     |
| 2002–2006 | Furák Károly | független   |                     |
| 2006–2010 | Furák Károly | független   |                     |
| 2010–2014 | Furák Károly | független   |                     |
| 2014–2019 | Furák Károly | független   | hivatalában elhunyt |
| 2019–2024 | Furák Károly | független   |                     |
| 2024–     | Furák Károly | Fidesz-KDNP |                     |

A települést a rendszerváltástól kezdve, csaknem hét teljes önkormányzati cikluson át Furák Károly vezette polgármesterként. Utolsó ciklusát azonban a veterán faluvezető már nem tudta teljesen kitölteni, mert néhány héttel a 2019-es önkormányzati választás előtt – amelyen egyébként már nem jelöltette magát – elhunyt. Furák Károlyt a 2019-es választás eredményeként azonos nevű fia követte a polgármesteri poszton.

## Népesség
A település népességének változása:
| Lakosok száma | 558  | 544  | 527  | 448  | 460  | 456  | 468  |
|               | 2013 | 2014 | 2015 | 2021 | 2022 | 2023 | 2024 |

2001-ben a település lakosságának közel 100%-a magyar nemzetiségűnek vallotta magát.
A 2011-es népszámlálás során a lakosok 94,1%-a magyarnak, 0,9% cigánynak, 0,2% németnek, 0,4% románnak mondta magát (5,9% nem nyilatkozott; a kettős identitások miatt a végösszeg nagyobb lehet 100%-nál). A vallási megoszlás a következő volt: római katolikus 49,1%, református 11,6%, evangélikus 0,2%, felekezeten kívüli 17,8% (20,8% nem válaszolt).
2022-ben a lakosság 96,5%-a vallotta magát magyarnak, 1,3% románnak, 0,7% németnek, 0,2% szerbnek, 0,2% szlováknak, 2,2% egyéb, nem hazai nemzetiségűnek (3,5% nem nyilatkozott; a kettős identitások miatt a végösszeg nagyobb lehet 100%-nál). Vallásuk szerint 15,4% volt református, 44,8% római katolikus, 2,2% görög katolikus, 1,7% egyéb keresztény, 0,9% egyéb katolikus, 0,2% evangélikus, 0,2% ortodox, 14,6% felekezeten kívüli (20% nem válaszolt).